# 松本剛 (野球)
松本 剛（まつもと ごう、1993年8月11日 - ）は、埼玉県川口市出身のプロ野球選手（外野手）。右投右打。北海道日本ハムファイターズ所属。

## 経歴

### プロ入り前
野球を始めたのは川口市立青木北小学校1年生の時だった。きっかけは「テレビで巨人戦を観ていてカッコいいと思ったから」。初めて所属したチームは地元の少年野球チームである「青北サンクス」だった。松本は中学校に進学後も野球を続けた。川口市立青木中学校時代には、硬式野球チーム「川口リトル」の一員として、世界大会で準優勝するという偉業を成し遂げた。その一方で、学校では陸上部に所属。埼玉県大会の400メートル走で優勝したこともある。
帝京高校への進学後は、1年生の春からベンチ入りを果たすと、同級生の伊藤拓郎と共に1年夏の選手権全国大会へ出場。松本は、「8番（または9番）・遊撃手」として全3試合にスタメンで起用されると、通算で2盗塁、打率.200（10打数2安打）という成績を残した。2年春の選抜大会でも、「6番（または7番）・遊撃手」として、全3試合にスタメンで出場。通算打率.333（12打数4安打）、1盗塁を記録した。2年秋の大会後から主将に就任。3年夏の選手権東東京大会では、通算3本塁打、12打点、打率.593（27打数16安打）と好調で、チームを2年ぶり12度目の全国大会出場へ導いた。全国大会では、「4番・遊撃手」として全2試合にスタメンで出場。通算打率.444（9打数4安打）、1本塁打、4打点、1盗塁と好調を維持した。花巻東高校との1回戦では、後に日本ハムでチームメイトになる大谷翔平から、決勝の適時打を放っている。八幡商業高校との2回戦では、先制の本塁打を放ったものの、チームは9回に逆転満塁本塁打を喫して敗退した。
2011年のNPBドラフト会議で、北海道日本ハムファイターズから2位指名を受け、契約金6000万円、年俸600万円（金額は推定）という条件で入団した。背番号は12。

### 日本ハム時代

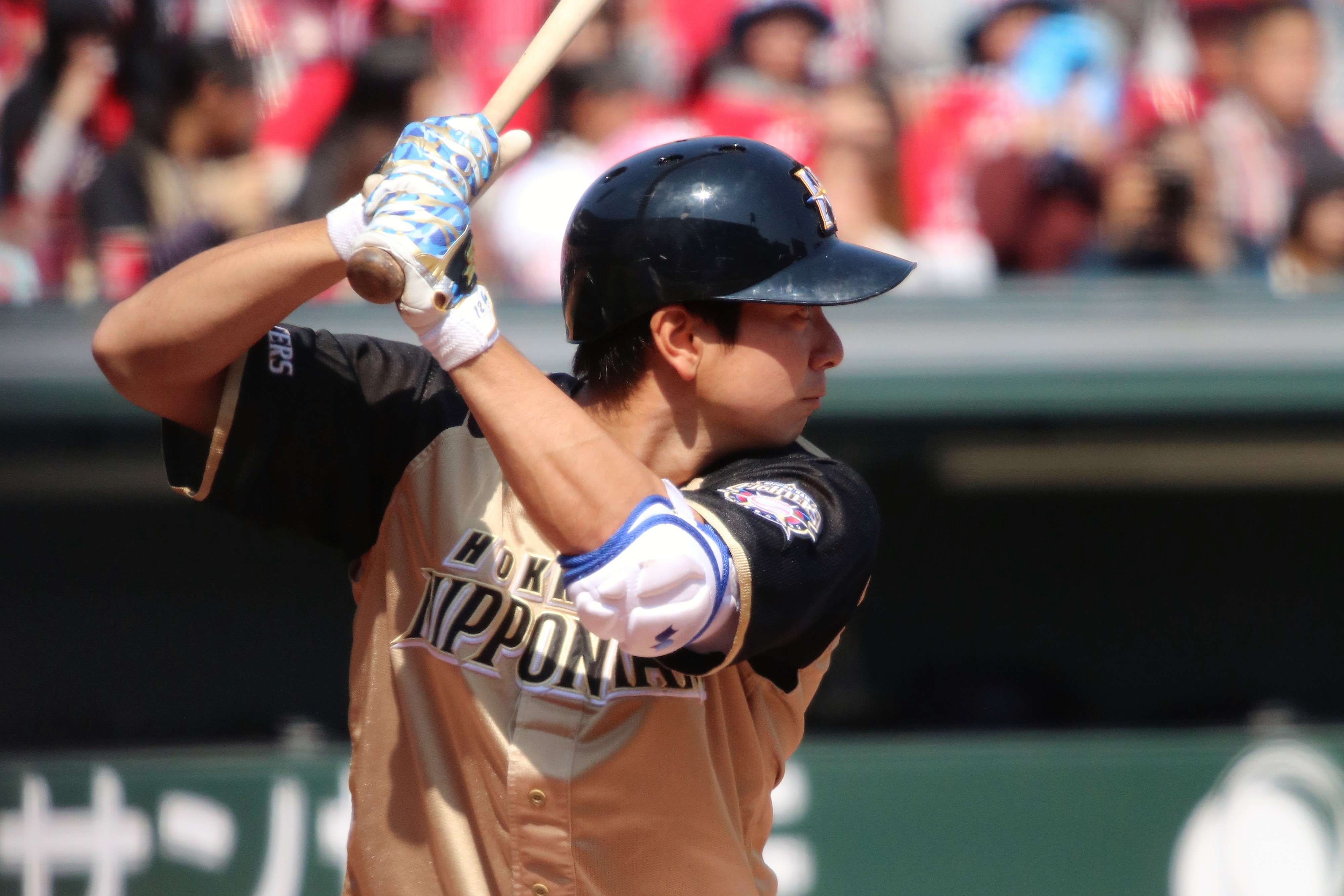
2018年3月13日 マツダスタジアム

2012年は、イースタン・リーグ公式戦でチーム最多の103試合に出場。リーグの規定打席に到達したが、通算打率はリーグ21位の.225で、守備面でも遊撃手部門でリーグ最多の28失策を記録した。
2013年は、イースタン・リーグ公式戦57試合に出場。打率.254、3本塁打、16打点という成績を残した。10月4日の対福岡ソフトバンクホークス戦（札幌ドーム）で、「8番・三塁手」としてスタメンで一軍デビュー。
2014年は、一軍公式戦への出場機会がなかったものの、イースタン・リーグ公式戦には92試合へ出場。2年ぶりにリーグの規定打席へ到達したが、二塁手部門でリーグ最多の12失策を記録した。
2015年は、4月7日に2年ぶりの出場選手登録を果たすと、同月17日の対東北楽天ゴールデンイーグルス戦（楽天Koboスタジアム宮城）の9回表に、代打で一軍初安打を記録した。ポジション登録は内野手ながら、77試合に出場したイースタン・リーグ公式戦では外野手として起用されることが多く、一軍公式戦でも11試合の出場ながら二塁、三塁、外野の守備に就いている。その一方で、イースタン・リーグ公式戦では、2年連続で規定打席へ到達。6本の本塁打を放ったほか、リーグ4位の打率.285を記録した。
2016年は、「2番・中堅手」としてスタメンに起用された4月15日の対千葉ロッテマリーンズ戦（札幌ドーム）2回裏の第2打席で、2点適時打を放って一軍公式戦での初打点を記録。翌16日の同カードでは、4回裏に二塁への盗塁を成功させ、一軍公式戦での初盗塁を記録した。一軍公式戦では12試合の出場にとどまったが、イースタン・リーグ公式戦には81試合へ出場。3年連続で規定打席へ到達し、リーグ6位の打率.263を記録した。
2017年は、4月23日からシーズン終了まで一軍に定着。「2番・右翼手」としてスタメンに起用された同月25日の対ソフトバンク戦（北九州市民球場）では、3回表の第2打席で一軍公式戦初本塁打を3点本塁打で記録するなど、千賀滉大から2本の本塁打を放った。セ・パ交流戦では17試合に出場し、交流戦の規定打席へ到達すると、打率（.396）と出塁率（.439）で丸佳浩に次ぐ2位の成績を残したことが評価されて、日本生命賞を受賞した。日本ハムからは、前年の大谷翔平に続く受賞であった。7月20日の対楽天戦（札幌ドーム）では、同点の11回裏一死一・三塁で迎えた打席でプロ入り後初めてのサヨナラ安打（二塁手への適時内野安打）を放ち、チームの連敗を5で止めた。一軍公式戦には自己最多の115試合に出場し、パシフィック・リーグの規定打席へ初めて到達、リーグ10位（チーム2位）の打率.274を記録した。内野手登録ながら一軍公式戦では5試合で一塁の守備に就いただけで、外野手としての出場が大半を占めた（105試合）。オフの10月12日に第1回アジア プロ野球チャンピオンシップの日本代表に選出された。同年は外野レギュラー陣の一角を担ったものの、一軍で二塁手を固定できなかったチーム事情を背景に、秋季練習から二塁手に再挑戦している。
2018年は54試合に出場して打率.222にとどまり前年度から大きく数字を落とした。
2019年は自身の不調や7月18日に横浜市内の病院にて右変形性肘関節症と診断され7月22日に手術を行ったことにより残りのシーズンを棒に振ってしまい僅か4試合の出場に終わった。また、一般女性と結婚していたことを12月1日に発表した。
2020年は84試合に出場し打率.203、1本塁打、11打点という成績に終わった。
2021年は、3月26日の楽天との開幕戦 (楽天生命パーク宮城) で「2番・左翼手」で初の開幕スタメンに抜擢されるも登録抹消前の時点で打率.067と調子が上がらず4月15日には登録抹消となった。この年は西川遥輝や大田泰示などレギュラー陣が大不振に陥り更に新型コロナウイルスがチーム内で蔓延し選手不足に陥っていた時期があったにもかかわらずなかなか一軍に上がることができなかった。しかしファームで打率.335と好成績を残していたこともありシーズン終盤の9月10日に一軍復帰を果たすと9月の打率は.412と4割を越える驚異的な打率を残した。監督を退任する栗山英樹の本拠地札幌ドーム最終戦となった10月26日の埼玉西武ライオンズ戦では田村伊知郎からサヨナラ四球を選んだ。最終的にはシーズン通して47試合出場、打率.261。
2022年は、この年から指揮を取るBIG BOSS (新庄剛志) により3月25日のソフトバンクとの開幕戦 (福岡PayPayドーム) で初の開幕4番に抜擢され、千賀滉大から2安打を放つ。その後もBIG BOSSに積極的に起用され、4月終了時点で打率.418、33安打、出塁率.477、10盗塁はいずれもリーグトップの成績だった。しかし7月19日の対オリックス戦 (京セラドーム大阪) では自打球を左膝に受けて途中退場するアクシデントに見舞われる。左膝蓋骨下極骨折で復帰まで4週間と発表され、選出されていたオールスターゲームも辞退した。8月16日楽天戦の復帰後は指名打者や代打など限定的な起用を続け打席数を稼ぎ、本拠地最終戦となった9月28日ロッテ戦で7回に代打として出場し、規定打席となる443打席に到達。ヒットは出なかったが、打率.347を記録して自身初、球団では2007年の稲葉篤紀以来となる史上5人目、右打者では球団初の首位打者に輝いた。ベストナインも受賞。オフの11月23日、背番号が7へと変更されることが発表された。契約更改で推定年俸2050万円から約4倍増の推定年俸8600万円でサインした。
2023年は、3月27日のオープン戦で先制適時打を放つなど、オープン戦で打率.327と好調を維持。3月30日の開幕戦に「1番・左翼手」としてスタメン起用された。その後の4月5日の試合ではシーズン初となる3安打を放つ活躍を見せた。4月23日の東北楽天ゴールデンイーグルス戦では、1回、岸孝之から自身の2023年シーズン1号となる先頭打者アーチを放った。オールスターゲームに2年連続で選出された。9月13日のオリックス・バファローズ戦では、6連敗中のチームを救う右翼線適時二塁打を放った。シーズン終盤は野村佑希や郡司裕也を左翼で起用する方針もあり、自身は中堅手として出場する試合もあったが、この年は主に正左翼手として134試合に出場。打率.276、3本塁打、30打点を記録した。オフに2400万円増となる推定年俸1億1000万円で契約を更改した。
2024年は、3月29日の開幕戦に「1番・中堅手」として出場。正中堅手として出場を重ねていたが、開幕から打撃の状態が上がらず、自身の胃の不調もあり、6月26日に出場選手登録を抹消された。7月6日に再登録されると、自身の誕生日である8月11日には、自己最長となる14試合連続安打を記録。最終的に連続安打記録を15試合に伸ばすなど、復調の兆しを見せた。この年は3年連続となる規定打席到達を果たすも、打率.236、1本塁打、19打点。OPS.568、得点圏打率.190はいずれも規定打席到達者リーグワーストであった。オフに現状維持となる推定年俸1億1000万円で契約を更改した。
2025年はオープン戦11試合の出場で打率.194。開幕一軍入りこそ果たしたが、5年ぶりに開幕スタメンから外れた。開幕後の最高打率も4月23日終了時点の.222と低調な打撃が続き、5月は19打数1安打の不振で5月8日に出場選手登録を抹消された。

## 選手としての特徴

### 打撃
高校時代には通算33本塁打を記録。2年の秋までは10本塁打だったが、冬場に筋力トレーニングを強化した結果、3年次で23本塁打を記録。もっとも、「自分は長距離打者ではなく中距離打者」と自己分析している。
変化球への対応力も高く、入団後は右打ちやバントなど2番打者としての技術に磨きをかけている。

### 守備・走塁
50メートル6秒1の俊足の持ち主。日本ハム入団後は内野手として出場するも、イースタン・リーグで2度にわたってシーズン最多失策を記録するなど内野守備で課題を露呈し、入団4年目の2015年から、持ち前の打力や俊足を生かすために外野手へ転向した。

## 人物
- 日本ハム入団1年目の2012年から2021年まで一軍監督を務めていた栗山英樹は、監督就任の前年まで野球解説者の立場から『熱闘甲子園』（朝日放送・テレビ朝日共同制作）のナビゲーターを務めていた縁で、松本を帝京高校の1年時から取材。3年夏の選手権全国大会で同校が敗退した直後には、松本への激励を込めたメッセージを、同番組の公式ブログに投稿していた[14]。

- キャンプやオフシーズンの自主トレーニングでは大谷翔平のサポート役を買って出るなど、後輩からの信頼が厚い。入団2年目に地元・川口市で成人式に参加した際には、翌朝に控えていた金子誠との合同練習を優先させるべく同窓会を中座したほど、野球へ取り組む姿勢も真摯である[81]。

- 実家の近くに湊部屋があり、湊部屋の所属力士逸ノ城とは交友がある[82]。

- 理容組合北海道日本ハムファイターズ後援会が球団とコラボレーションして、毎年の最新ヘアデザインのモデルを若手選手の中よりファン投票で選出している企画「ファイターズスタイル」の2018年度モデルに選ばれた[83][84]。

- 球場内での表記は、チームメイトに同名の松本遼大がいるため、『松本剛』で紹介されている。

- 「きつねダンス」にはまっており、打撃が好調のときは「これが理由」というほど好んでいる[85]。

- 巨人ファンであり、特に松井秀喜は少年時代の憧れのヒーローであったと語っている[86]。

- 2022年よりポッカサッポロフード&ビバレッジが新設した「レモンアンバサダー」に就任。同社が行っているレモンの魅力や健康価値を発信する活動及び商品PRに一役買っている[87]。

## 詳細情報

### 年度別打撃成績
| 年 度      | 球 団      | 試 合 | 打 席 | 打 数 | 得 点 | 安 打 | 二 塁 打 | 三 塁 打 | 本 塁 打 | 塁 打 | 打 点 | 盗 塁 | 盗 塁 死 | 犠 打 | 犠 飛 | 四 球 | 敬 遠 | 死 球 | 三 振 | 併 殺 打 | 打 率 | 出 塁 率 | 長 打 率 | O P S |
| ---------- | ---------- | ----- | ----- | ----- | ----- | ----- | -------- | -------- | -------- | ----- | ----- | ----- | -------- | ----- | ----- | ----- | ----- | ----- | ----- | -------- | ----- | -------- | -------- | ----- |
| 2013       | 日本ハム   | 2     | 5     | 5     | 0     | 0     | 0        | 0        | 0        | 0     | 0     | 0     | 0        | 0     | 0     | 0     | 0     | 0     | 2     | 0        | .000  | .000     | .000     | .000  |
| 2015       | 日本ハム   | 11    | 14    | 11    | 2     | 2     | 1        | 0        | 0        | 3     | 0     | 0     | 0        | 2     | 0     | 1     | 0     | 0     | 5     | 0        | .182  | .250     | .273     | .523  |
| 2016       | 日本ハム   | 12    | 22    | 21    | 1     | 5     | 1        | 0        | 0        | 6     | 2     | 1     | 0        | 1     | 0     | 0     | 0     | 0     | 5     | 0        | .238  | .238     | .286     | .524  |
| 2017       | 日本ハム   | 115   | 448   | 402   | 46    | 110   | 17       | 0        | 5        | 142   | 33    | 6     | 3        | 21    | 1     | 21    | 1     | 3     | 61    | 7        | .274  | .314     | .353     | .667  |
| 2018       | 日本ハム   | 54    | 139   | 126   | 18    | 28    | 5        | 1        | 1        | 38    | 9     | 2     | 1        | 5     | 1     | 6     | 0     | 1     | 14    | 5        | .222  | .261     | .302     | .563  |
| 2019       | 日本ハム   | 4     | 3     | 3     | 0     | 1     | 0        | 0        | 0        | 1     | 0     | 0     | 0        | 0     | 0     | 0     | 0     | 0     | 0     | 0        | .333  | .333     | .333     | .667  |
| 2020       | 日本ハム   | 84    | 162   | 138   | 19    | 28    | 2        | 2        | 1        | 37    | 11    | 5     | 2        | 11    | 1     | 8     | 1     | 4     | 21    | 1        | .203  | .265     | .268     | .533  |
| 2021       | 日本ハム   | 47    | 104   | 92    | 13    | 24    | 2        | 0        | 0        | 26    | 2     | 1     | 2        | 2     | 0     | 8     | 0     | 2     | 13    | 2        | .261  | .333     | .283     | .616  |
| 2022       | 日本ハム   | 117   | 445   | 395   | 48    | 137   | 23       | 2        | 3        | 173   | 44    | 21    | 5        | 10    | 4     | 32    | 5     | 4     | 42    | 13       | .347  | .398     | .438     | .836  |
| 2023       | 日本ハム   | 134   | 561   | 507   | 51    | 140   | 16       | 2        | 3        | 169   | 30    | 12    | 12       | 7     | 3     | 37    | 3     | 7     | 57    | 11       | .276  | .332     | .333     | .665  |
| 2024       | 日本ハム   | 127   | 486   | 437   | 46    | 103   | 18       | 1        | 1        | 126   | 19    | 20    | 8        | 17    | 4     | 24    | 2     | 4     | 52    | 17       | .236  | .279     | .288     | .568  |
| 通算：11年 | 通算：11年 | 707   | 2389  | 2137  | 244   | 578   | 85       | 8        | 14       | 721   | 150   | 68    | 33       | 76    | 14    | 137   | 12    | 25    | 272   | 56       | .270  | .337     | .320     | .657  |

- 2024年度シーズン終了時
- 各年度の太字はリーグ最高

### 年度別守備成績
内野守備
| 年 度 | 球 団    | 一塁  | 一塁  | 一塁  | 一塁  | 一塁  | 一塁     | 二塁  | 二塁  | 二塁  | 二塁  | 二塁  | 二塁     | 三塁  | 三塁  | 三塁  | 三塁  | 三塁  | 三塁     |
| 年 度 | 球 団    | 試 合 | 刺 殺 | 補 殺 | 失 策 | 併 殺 | 守 備 率 | 試 合 | 刺 殺 | 補 殺 | 失 策 | 併 殺 | 守 備 率 | 試 合 | 刺 殺 | 補 殺 | 失 策 | 併 殺 | 守 備 率 |
| ----- | -------- | ----- | ----- | ----- | ----- | ----- | -------- | ----- | ----- | ----- | ----- | ----- | -------- | ----- | ----- | ----- | ----- | ----- | -------- |
| 2013  | 日本ハム | -     | -     | -     | -     | -     | -        | -     | -     | -     | -     | -     | -        | 2     | 2     | 6     | 0     | 1     | 1.000    |
| 2015  | 日本ハム | -     | -     | -     | -     | -     | -        | 1     | 0     | 1     | 0     | 0     | 1.000    | 1     | 0     | 1     | 0     | 0     | 1.000    |
| 2016  | 日本ハム | 1     | 1     | 0     | 0     | 0     | 1.000    | 1     | 0     | 0     | 0     | 0     | ----     | -     | -     | -     | -     | -     | -        |
| 2017  | 日本ハム | 5     | 34    | 3     | 0     | 3     | 1.000    | -     | -     | -     | -     | -     | -        | -     | -     | -     | -     | -     | -        |
| 2018  | 日本ハム | -     | -     | -     | -     | -     | -        | 5     | 10    | 9     | 1     | 1     | .950     | -     | -     | -     | -     | -     | -        |
| 通算  | 通算     | 6     | 35    | 3     | 0     | 3     | 1.000    | 7     | 10    | 10    | 1     | 1     | .952     | 3     | 2     | 7     | 0     | 1     | 1.000    |

外野守備
| 年 度 | 球 団    | 外野  | 外野  | 外野  | 外野  | 外野  | 外野     |
| 年 度 | 球 団    | 試 合 | 刺 殺 | 補 殺 | 失 策 | 併 殺 | 守 備 率 |
| ----- | -------- | ----- | ----- | ----- | ----- | ----- | -------- |
| 2014  | 日本ハム | 3     | 4     | 0     | 0     | 0     | 1.000    |
| 2016  | 日本ハム | 8     | 10    | 0     | 0     | 0     | 1.000    |
| 2017  | 日本ハム | 105   | 201   | 6     | 1     | 2     | .995     |
| 2018  | 日本ハム | 44    | 60    | 5     | 2     | 2     | .970     |
| 2019  | 日本ハム | 2     | 0     | 0     | 0     | 0     | ----     |
| 2020  | 日本ハム | 67    | 68    | 0     | 0     | 0     | 1.000    |
| 2021  | 日本ハム | 39    | 53    | 1     | 0     | 0     | 1.000    |
| 2022  | 日本ハム | 78    | 169   | 7     | 0     | 3     | 1.000    |
| 2023  | 日本ハム | 122   | 254   | 6     | 1     | 0     | .996     |
| 2024  | 日本ハム | 118   | 301   | 3     | 3     | 2     | .990     |
| 通算  | 通算     | 586   | 1120  | 28    | 7     | 9     | .994     |

- 2024年度シーズン終了時

### タイトル
- 首位打者：1回（2022年）

### 表彰
- ベストナイン：1回（外野手部門：2022年）
- セ・パ交流戦 日本生命賞：1回（2017年）

### 記録
初記録
- 初出場・初先発出場：2013年10月4日、対福岡ソフトバンクホークス23回戦（札幌ドーム）、「8番・三塁手」で先発出場
- 初打席：同上、2回裏にポール・オセゲラから三直
- 初安打：2015年4月17日、対東北楽天ゴールデンイーグルス4回戦（楽天Koboスタジアム宮城）、9回表に川井貴志から右前安打
- 初打点：2016年4月15日、対千葉ロッテマリーンズ4回戦（札幌ドーム）、2回裏に古谷拓哉から右前2点適時打
- 初盗塁：2016年4月16日、対千葉ロッテマリーンズ5回戦（札幌ドーム）、4回裏に二盗（投手：大嶺祐太、捕手：吉田裕太）
- 初本塁打：2017年4月25日、対福岡ソフトバンクホークス4回戦（北九州市民球場）、3回表に千賀滉大から左越3ラン

その他の記録
- オールスターゲーム出場：1回（2023年）※2022年も選出されたが、左膝蓋骨骨折のため出場辞退[88]

### 背番号
- 12（2012年 - 2022年）
- 7（2023年 - ）

### 代表歴
- 2017 アジア プロ野球チャンピオンシップ 日本代表
- 2018 ENEOS 侍ジャパンシリーズ2018 日本代表

### 登場曲
- 「花」ORANGE RANGE（2013年 - ）
- 「虹」 Aqua Timez（2020年 - ）
- 「DOKO」KEN-U（2022年 - ）
- 「Seven Nation Army（Extended Mix）」Bsharry（2023年 - 、得点圏に走者がいる場合のみ）
- 「モンじゃい・ビート」関ジャニ∞（2024年 - ）